# すみちゃんとステゴザウルス
すみちゃんとステゴザウルスは日本のコミックバンド。

## 来歴
1981年に元まりちゃんズのメンバーだった藤巻直哉がかつてのサポートメンバーであった山田賢司と知人であった安部すみ子と共に結成。同年、CBSソニーのオーディションに合格し（同期にHOUND DOG、村下孝蔵、堀江淳、五十嵐浩晃らがいる）、藤巻と山田のデュエットによる「キャンパス・レポート もっとクリスタル」でデビュー。若い男性同士の同性愛（今でいう“ボーイズラブ”）の世界を描いた楽曲で、藤巻が沢田研二にそっくりな声で歌ったこともあって一部で話題となり、週刊誌などでも取り上げられたりしたが、制作したディレクターはレコード会社の社長の怒りを買ってクビにされたという。その後、2枚のシングルを発表。
バンド名の由来は「脳の足りなさそうな恐竜にあやかり、このグループの脳の量を暗示している」らしい。曲の大半は（藤巻と共に「まりちゃんズ」のメンバーであった）藤岡孝章が「ステゴザウルス」名義で手掛けていた。
メンバー全員他に本業を持ち、仕事の合間に活動をしていた。このため、1982年を最後に活動を停止しているが、現在「藤岡藤巻」として活動している藤巻と山田は同じステージに立つことも多い。

## メンバー
- 藤巻直哉：「まりちゃんズ」解散後、博報堂に入社。デビュー時のプロフィールには「広告代理店勤務」としていた。活動停止後、主に映画プロデューサーとして活躍。現在も博報堂勤務のかたわら、「藤岡藤巻」として音楽活動を行う。

- 山田賢司：元落語家。「まりちゃんズ」のサポートメンバー、「バスケットシューズ」を経て「すみちゃんとステゴザウルス」に参加。プロフィールには「喫茶店経営」としていた。

現在、「藤岡藤巻」のステージに共に立つことも多い。
- 安部すみ子：藤巻の誘いで加入。プロフィールには「ジーンズショップ店長」としていた。

現在、消息不明。

## ディスコグラフィ

### シングル
全てCBS・ソニーより発売
- 「キャンパス・レポート もっとクリスタル　愛の屈折編　／ ユー・アー・エヴリシング　愛の標準編」　1981年
- 「ハイウェイ・レポート 必死の逃亡者／丸の内白書」　1981年
- 「まけんなよ／ふたたびまけんなよ(DOGバージョン)」（ステゴザウルス with 犬千代名義）1982年

### 着うた／着うたフル
- 「キャンパス・レポート もっとクリスタル　愛の屈折編」 2008年